# Bodyshopping
Bodyshopping nebo body shopping je praxe poradenských firem, které přijímají pracovníky (obvykle v sektoru informačních technologií) za účelem smluvního poskytování služeb pro plnění taktických cílů v krátkodobém až střednědobém výhledu. Společnosti poskytující IT služby, které praktikují bodyshopping, tvrdí, že poskytují skutečné služby (jako je vývoj softwaru), a že nejde pouze o vychovávání profesionálů (podnikové vzdělávání) pro cizí firmy.
Někdy se pojmem bodyshopping rozumí typ kontraktu, při kterém se dodávka projektu fakturuje podle skutečně odvedené práce na základě měsíčního výkazu. Naopak "Fixed Time Fixed Price" je nacenění projektu jako celku na základě definovaného rozsahu a termínu odevzdání s tím, že riziko překročení rozpočtu a/nebo kapacit je na straně dodavatele.

## Externí zaměstnanci
Bodyshoppeři jsou dočasně přidělení zaměstnanci agentury práce a další osoby, které vykonávají práce nebo obdobné činnosti spolu se zaměstnanci zaměstnavatele a jsou placeni podle odpracovaných hodin. Taková spolupráce může trvat týden, ale i několik let, proto se pro tyto osoby vžilo označení externí zaměstnanec. Nepřesně se tedy mezi externí zaměstnance zahrnují i někteří profesionálové na volné noze (živnostník, profesionál).
Česká republika postavila hodinově placené nezávislé profesionály mimo zákon a tento způsob označuje jako Švarc systém (zastírání faktického pracovněprávního vztahu jinou smlouvou). Kontrolou nelegálního zaměstnávání, mezi něž Švarc systém patří, byl zákonem o zaměstnanosti od ledna 2012 pověřen Státní úřad inspekce práce. V oblasti specializovaných činností a nedostatkových profesí je však zákoník práce často obcházen, protože u špičkového odborníka je těžké prokázat závislou práci - změna na pracovní poměr není v takovém případě ani v jeho zájmu, ani v zájmu firmy, která jej platí.

## Historie
Nákupy bodyshopperů v IT vznikly v polovině devadesátých let, kdy existovala obrovská poptávka po lidech se znalostí mainframe, COBOLu a souvisejícími technologickými dovednostmi, aby se zabránilo zasažení systémů chybou zvanou problém roku 2000 (Y2K). Většina specializovaných konzultačních firem pro Y2K působících v USA, Evropě, na Středním východě, v Japonsku a Austrálii, zadávala své požadavky na technické pracovní síly externím společnostem působícím v Indii. V období let 1996-97 indické společnosti reagovaly na silnou poptávku náborem a školením místních absolventů. Jejich konzultanti, pracující pro domácí nebo zámořské firmy (offshoring), vytvářeli obrovské ziskové marže a hotovostní rezervy. Vysoké ziskové rozpětí během tohoto období vyústilo v rychlý růst a dostatek aktiv k investování a rozšíření provozu na další obchodní segmenty související s IT po roce 2000.
V moderní éře IT offshoringu, outsourcingu a cloud computingu je všeobecně přijímáno, že strategie firem poskytujících IT služby (zejména ty, které pracují v Indii s obrovskou základnou technické pracovní síly) se i nadále zaměřují na podobný model. Společnosti, které provádějí bodyshopping, jsou proslulé školením a rozvojem technických dovedností pro širokou škálu povolání, která jsou aktuálně žádaná. Mnoho indických společností je silně orientováno na rozvoj dostatečného množství technologických pracovních sil, které pak tvoří trh pro „nákup“ technických dovedností na hodinovém nebo denním základě.
Nastala tvrdá konkurence mezi společnostmi poskytujícími služby v oblasti IT z Indie, které soutěžily na globální úrovni o získání kontraktů v oblasti „pracovních výběrových řízení“ od nadnárodních gigantů pro jejich IT potřeby.
Technologické a poradenské společnosti působící v 90. letech hlavně na západních trzích (např. Accenture, IBM, Hewlett-Packard) byly nuceny otevírat kanceláře v jihovýchodní Asii a přesouvat tam svoji základnu pracovních sil, aby konkurovaly tradičním poskytovatelům pracovních sil provozovaných z Indie.